# Anne Hill
Der Anne Hill ist mit einer Höhe von 2079 m der markanteste Berg des Gebirgskamms Radian Ridge der Royal Society Range im ostantarktischen Viktorialand. Er ragt an der Ostseite des Lava Tongue Passes auf.
Das New Zealand Antarctic Place-Names Committee benannte den Berg nach der neuseeländischen Geologin Anne Catherine Wright (* 1954, später verheiratete Wright-Grassham), die zwischen 1977 und 1978 einer neuseeländischen Mannschaft an geodätischen Vermessungen im Gebiet dieses Berges beteiligt sowie für das United States Antarctic Research Program zwischen 1982 und 1986 auf der Ross-Insel, am Minna Bluff, am Mount Discovery sowie am Mason Spur tätig war.